# Naumachia

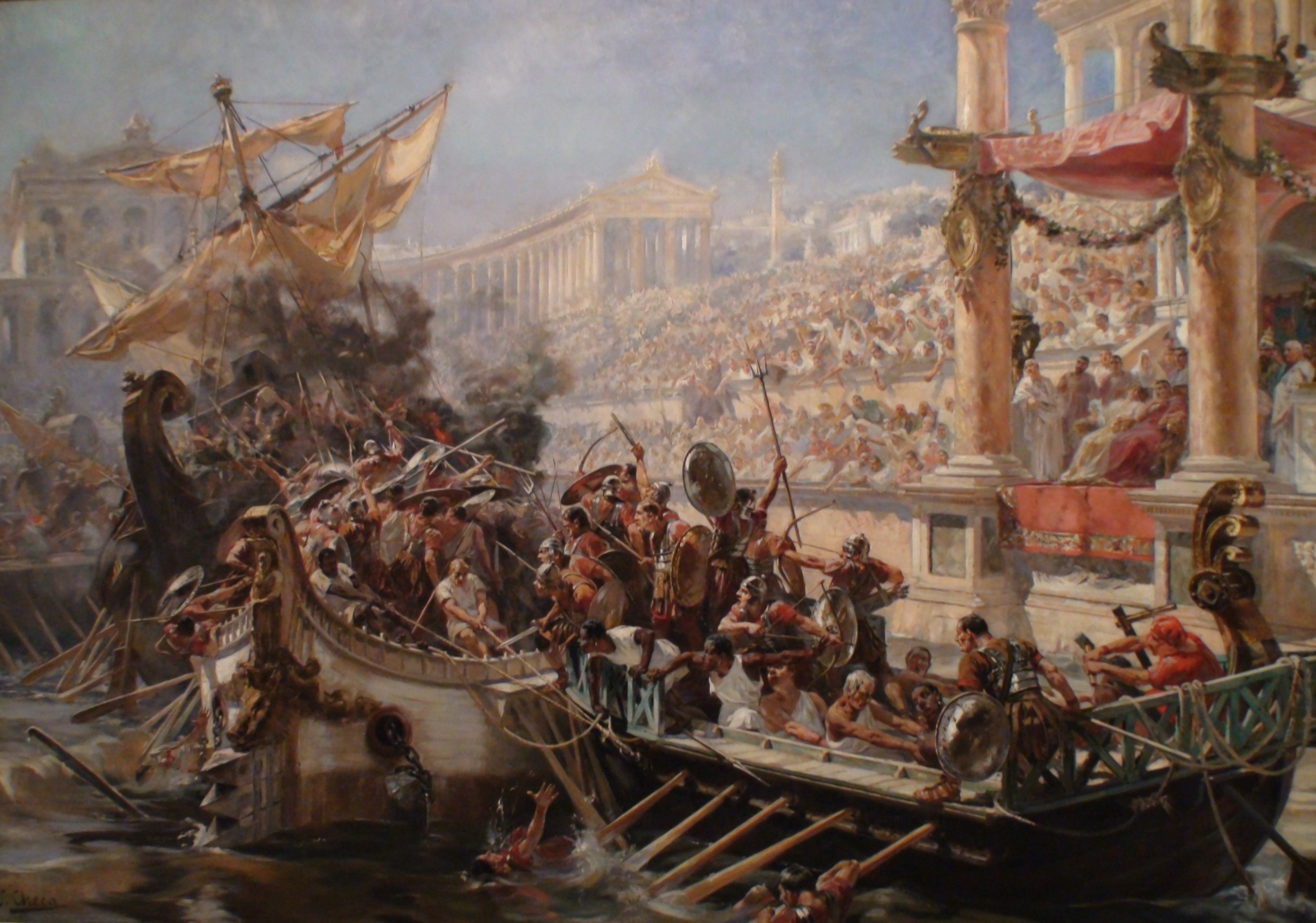
Un esempio di Naumachia, da un dipinto di Ulpiano Checa (1894).

La naumachia (in latino naumachia, dal greco antico ναυμαχία/naumachía, letteralmente «combattimento navale») indica nel mondo romano sia uno spettacolo rappresentante una battaglia navale, sia il bacino, o in senso lato l'edificio in cui si tenevano.

## Storia

### Le prime naumachie
La prima naumachia conosciuta è quella organizzata da Giulio Cesare a Roma nel 46 a.C. per il suo quadruplice trionfo. Dopo aver fatto scavare un ampio bacino vicino al Tevere, nel Campo Marzio, capace di contenere vere biremi, triremi e quadriremi, ingaggiò tra i prigionieri di guerra 2000 combattenti e 4000 rematori. Nel 2 a.C., per l'inaugurazione del tempio di Marte Ultore, Augusto diede una naumachia che riproduceva fedelmente quella di Cesare. Come ricorda egli stesso nelle Res gestæ, fece scavare sulla riva destra del Tevere, nel luogo denominato "bosco dei Cesari" (nemus Caesarum), un bacino dove s'affrontarono 3000 uomini, senza contare i rematori, su 30 vascelli con rostri, e molte unità più piccole.
Claudio nel 52 diede una naumachia su un vasto specchio d'acqua naturale, il lago Fucino, per inaugurarne i lavori di prosciugamento attraverso l'apertura dei cunicoli di Claudio. I combattenti erano dei condannati a morte. Si sa in particolare da Svetonio che i naumachiarii (combattenti nella naumachia) prima della battaglia salutarono l'imperatore con una frase divenuta famosa: Morituri te salutant. Una tradizione erronea se n'è appropriata per farne una frase rituale dei gladiatori all'imperatore, mentre in realtà viene attestata solo in questa occasione.
La naumachia era quindi uno spettacolo più micidiale di quello dei gladiatori: quest'ultimo impegnava degli effettivi meno importanti, le battaglie non terminavano sistematicamente con la morte dei vinti. L'apparizione delle naumachie è strettamente legata a quella, leggermente anteriore, d'un altro spettacolo, il «combattimento fra truppe» che non ingaggiava dei combattenti a coppie, ma due piccole armate. Proprio in queste ultime i combattenti erano più sovente dei condannati senza allenamento specifico rispetto ai veri gladiatori. Cesare, creatore della naumachia, traspose semplicemente in un ambiente navale il principio delle formazioni di battaglia terrestre.
Tuttavia, in rapporto ai combattimenti fra truppe, le naumachie avevano la peculiarità di sviluppare dei temi storici o pseudo-storici: ogni flotta che s'affrontava incarnava un popolo celebre per la sua potenza marittima nella Grecia classica o l'Oriente ellenistico: Egizi e Fenici per la naumachia di Cesare, Persiani ed Ateniesi per quella augustea, Siculi e Rodii per quella di Claudio. Abbisognava inoltre di mezzi considerevoli, superiori persino a quelli dei più grandi combattimenti con truppe. Questo fattore rendeva la naumachia uno spettacolo riservato ad occasioni eccezionali, strettamente legato a celebrazioni dell'imperatore, sue vittorie e suoi monumenti. L'irriducibile specificità dello spettacolo e dei suoi temi tratti dalla storia del mondo greco ne spiega l'origine del nome: una trascrizione fonetica della parola greca indicante una battaglia navale (ναυμαχία / naumakhía), indicante in seguito anche i vasti bacini artificiali ad essa dedicata.

### La fine delle naumachie antiche
L'introduzione di tecnologie nuove inizialmente portò all'incremento delle naumachie. Le prime tre naumachie si tennero a circa 50 anni di distanza; le sei seguenti, la maggior parte delle quali ha avuto luogo in anfiteatri, si tennero a distanza di 30 anni. Meno care in termini materiali e umani, poterono tenersi con maggior frequenza. Meno grandiose, divennero una caratteristica dei giochi, ma non potrebbero essere considerate eccezionali. Anche le iconografie testimoniano questa moda delle naumachie. Delle circa venti rappresentazioni di naumachie nell'arte romana, quasi tutte sono in quarto stile pompeiano, all'epoca di Nerone e dei Flavi.
Dopo il periodo dei Flavi, infatti, le naumachie scompaiono quasi del tutto dai testi. Ad eccezione di una menzione nella Historia Augusta, una fonte tarda di limitata attendibilità, leggiamo di un'altra naumachia solamente nel calendario dei Fasti ostienses, grazie al quale sappiamo che Traiano nel 109 inaugurò un bacino destinato alle battaglie navali. Questo luogo è stato scoperto nel XVIII secolo nel territorio della Città del Vaticano, dietro Castel Sant'Angelo; scavi successivi ne hanno rivelato la planimetria. La costruzione aveva tribune scoperte e la superficie era di circa un sesto la naumachia augustea. In assenza di qualsiasi testo, bisogna supporre che sia stato usato solamente al tempo di Traiano. Nondimeno, se le fonti dell'ultimo Impero romano e la persistenza nel medioevo in termini di toponimia di naumachia e dalmachia nel luogo sono portate in considerazione, esisteva ancora nel V secolo. Inoltre, la presenza di gradinate sul suo perimetro indica chiaramente che in quel luogo si tenevano abitualmente spettacoli. Considerando che, secondo i Fasti di Ostia, lo spettacolo di inaugurazione della costruzione coinvolse 127 coppie di gladiatori, ciò fa pensare che, come accadde con l'anfiteatro, il limitato spazio disponibile nel bacino di Traiano portò a semplificare lo scenario navale, pur insistendo sulla qualità dei singoli combattimenti, fatti da veri gladiatori e non da una massa di prigionieri senza addestramento. Sotto questa forma, e disponendo ormai di un sito apposito, le naumachie poterono esistere per molti secoli senza che le nostre fonti sugli spettacoli, peraltro meno numerose a partire dall'epoca antoniniana, le giudicassero degne di menzione, in quanto evidentemente avevano perso il loro carattere eccezionale ed impressionante.
Nelle province, l'influenza della naumachia è facilmente percepibile, ma limitata e ridotta a locali ed innocui giochi navali e ricostruzioni. Una competizione che andava sotto il nome di naumaciva era parte dei Giochi panatenaici tra efebi ateniesi dal periodo dei Flavi in avanti: venne a rimpiazzare le regate che erano celebrate precedentemente come preludio a queste celebrazioni. Se si tiene conto di Decimo Magno Ausonio, una naumachia era tenuta sulla Mosella dalla gioventù locale.

### Naumachie moderne

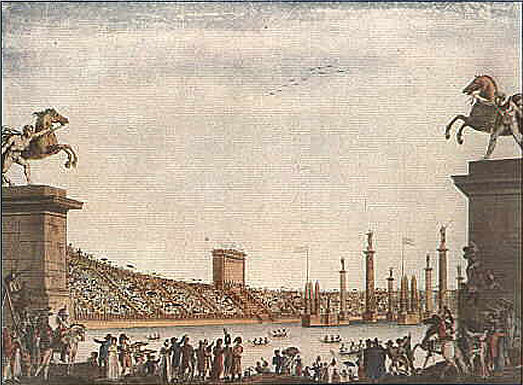
Naumachia a Milano nel 1807.

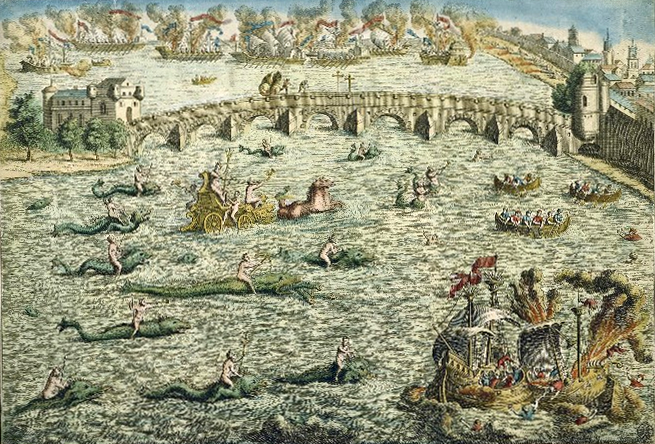
Naumachia a Rouen nel 1550.

La caduta dell'Impero romano non determina la fine delle naumachie. In effetti nel corso dei secoli successivi, ne ebbero luogo altre, come ad esempio nel 1550 a Rouen per il re Enrico II di Francia o nel 1807 a Milano per l'imperatore Napoleone I.
Nel 1690, in occasione delle nozze del figlio Odoardo II Farnese con Dorotea Sofia di Neuburg, il duca Ranuccio II Farnese fece scavare una grande peschiera al termine dell'ampio viale centrale del parco ducale di Parma, al fine di rappresentarvi una spettacolare naumachia.

## Edifici

### Naumachia di Cesare
La naumachia di Cesare (naumachia Caesaris) fu una semplice fossa, scavata in more cochleae, ossia con andamento spiraliforme, con una profondità che dovette raggiungere gli 11 o 12 m, in modo da consentire all'acqua di filtrare dal terreno. Sappiamo che si trovava nel Campo Marzio, probabilmente in corrispondenza della depressione centrale dove era presente la Palus Caprae e dove più tardi venne sistemato lo stagnum Agrippae ("stagno di Agrippa"). Non potendo essere svuotata, se ne decise il riempimento nel 43 a.C..

### Naumachia di Augusto
La naumachia d'Augusto (naumachia Augusti) è più conosciuta: nelle Res Gestæ, Augusto medesimo indica che il bacino misurava 1800 per 1200 piedi romani (circa 533 x 355 m). Plinio il Vecchio afferma che al centro del bacino, molto probabilmente di forma rettangolare, si trovava un'isola collegata all'argine con un ponte. Il bacino era rifornito dall'acquedotto dell'Aqua Alsietina, appositamente costruito da Augusto per la sua alimentazione. che poteva riempirlo in 15 giorni. Un canale navigabile, oltrepassato da un ponte mobile (pons naumachiarius), permetteva l'accesso alle navi provenienti dal Tevere.

### Naumachia di Claudio
Non fu così per la naumachia di Claudio. Le due flotte contavano ognuna 50 vascelli, corrispondente alle unità di ciascuna delle due flotte militari con base a Miseno ed a Ravenna. Grazie all'ampia superficie del lago Fucino, di cui solo una parte, circoscritta da pontili, fu usata per l'occasione, le navi poterono procedere con varie manovre d'avvicinamento e speronaggio. La naumachia di Claudio riproduceva realmente una battaglia navale.

#### Luoghi dedicati alle naumachie
Una larga conduttura scoperta sulle pendici del Gianicolo al di sopra della chiesa di San Cosimato costituisce la prima testimonianza archeologica sulla localizzazione della naumachia, dell'acquedotto come anche del bosco dei Cesari. Un'altra ipotesi sulla localizzazione esatta del monumento lo situa tra la via Aurelia a nord e la chiesa di San Francesco a Ripa a sud-est, in corrispondenza di un'ansa del Tevere. Il viadotto repubblicano sulla via Aurelia vicino a San Crisogono potrebbe essere servito da canale di scarico per l'invaso.
Il bacino augusteo rimase attivo per poco: fu circondato ed in parte rimpiazzato già durante il regno d'Augusto dal nemus Cæsarum (bosco sacro ai Cesari), più avanti ribattezzato in onore dei nipoti di Augusto, nemus Gaii et Luci ("bosco di Gaio e Lucio"). Restaurato sotto Tiberio, vi si tennero spettacoli sotto gli imperatori Nerone e Tito. La zona fu probabilmente invasa da costruzioni fin dalla fine del I secolo e la naumachia era certamente abbandonata all'epoca di Alessandro Severo.

### Naumachie di Domiziano e di Traiano
Da Svetonio sappiamo che un edificio per i combattimenti navali venne realizzato da Domiziano, avendo scavato un bacino presso il Tevere. Successivamente pietre provenienti dall'edificio furono riutilizzate per il restauro del Circo Massimo, danneggiato da un incendio sotto Traiano.
Una naumachia venne inaugurata da Traiano nel 109, forse identificabile con una citata nei Cataloghi regionari come esistente nell'Ager Vaticanus e forse restaurata da Filippo l'Arabo nel 247.

## Acqua negli anfiteatri
L'immissione d'acqua negli anfiteatri solleva numerose domande. Innanzi tutto, questi luoghi non servivano esclusivamente per le naumachie e dovevano essere disponibili per cacce e lotte tra gladiatori. L'alternanza rapida tra spettacoli terrestri ed acquatici sembra essere stata la principale attrazione di quest'innovazione. Cassio Dione lo sottolinea quando si riferisce alla naumachia di Nerone; Marziale fa lo stesso parlando di quella di Tito nel Colosseo. Lo studio delle sole fonti scritte non fornisce alcuna informazione sulle modalità pratiche di questa prestazione.
L'archeologia non fornisce nessun indizio su come il seminterrato del Colosseo sia stato modificato da allora. Solamente due edifici, ovvero a Verona e a Mérida, sono capaci di fornire prove tecniche.
La fossa centrale dell'anfiteatro di Verona era più profonda delle stanze normalmente trovate sotto l'arena, e serviva come bacino. Era collegato a due condutture assiali. Uno, circolando sotto la galleria ovest dell'arena non era stata collegata al sistema di drenaggio ed ha dovuto essere collegata ad un acquedotto per riempire il bacino. Il condotto est, che circolava più profondamente, doveva essere destinato ad evacuare le acque verso l'Adige. Il bacino dell'anfiteatro romano di Mérida ha rivelato un fosso ancora meno profondo di quello di Verona: 1,50 m. Poiché è così poco profondo - meno dell'altezza di un uomo in posizione eretta - non può essere confuso con una camera di servizio sotterranea. Questo bacino inoltre era fornito di scale e coperto di un rivestimento in stagno simile a quello delle piscine delle terme. Aveva anche due condotti assiali. Il condotto occidentale doveva essere collegato ad un acquedotto che passava non lontano dal monumento (acquedotto San Lazaro).
Le dimensioni dei due bacini escludono tuttavia che si siano mai tenute naumachie, anche semplificate: quello di Mérida misura solo 18.5 x 3.7 metri. Solamente il più modesto di spettacoli d'acqua potrebbe avere avuto luogo qui. Di conseguenza, anche supponendo che il Colosseo abbia posseduto un bacino simile prima della realizzazione dell'ipogeo, occorre ammettere che per realizzare le naumachie, si faceva leggermente straripare per dare l'illusione di uno strato d'acqua che copriva tutta la superficie dell'arena attorno alle navi, che in questo caso erano solo due, dato che la superficie disponibile era relativamente più piccola rispetto a quella dei grandi bacini.